# Корейски централен исторически музей
Корейският централен исторически музей (на корейски: 조선중앙력사박물관), съкратено КЦИМ, е главният исторически музей на Северна Корея.
КЦИМ отваря врати на 1 декември 1945 година. Музеят разполага с 19 изложбени зали, съдържащи хиляди предмети от историята на Корейския полуостров от палеолита до периода на японската колонизация.

## Праистория
Праисторическият отдел съдържа останки отпреди 1 000 000 години (останки „Комънмору“), инструменти, използвани от питекантропи, палеолитни и неолитни хора и други фосилни и праисторически предмети.
На показ са и „Сънрисанският човек“ – човешки останки на възраст между 50 000 и 9000 години, къснопалеолитни оръдия на труда, както и скелет на ра̀нен носорог.

## Древна история
В зала 4 и 5 са представени едни от най-ранните държави, в това число Пуйо, Джингук и Кочосън. На показ са изложени и останките на цар Тангун, чиято възраст се изчислява на 5011 години.
Друг експонат от периода на тангунова Корея е модел в пълен мащаб на 10-и долмен от Одок-ри, който е представителен за древната култура Тедонган. Долменът е с размери 440 сантиметра дължина и 50 сантиметра дебелина на покриващата плоча и 250 сантиметра височина. Колекцията от предмети от периода на Кочосън включва керамични съдове, метални кинжали и копия, огледала и накити.

## Феодални държави
Периодът Когурьо (277 – 668 г.) е представен от огромната надгробна плоча на цар Квангетхо в зала 7, и възстановки на гробници.
В зала 10 са представени предмети от периода на Трите царства и Кая, включително модел на Чомсонската астрономическа обсерватория в мащаб 1:3. Зала 11 е свързана с държавата Пархе, съществувала между 698 и 926 година.
Корьо, първата единна корейска държава (918 – 1392 г.), е представена с макети на сгради, златни будистки статуетки, керамика, оръжия и други.
Царство Чосон (1392 - 1897), или династия И (Ри) е представено в обширна колекция, включваща първите образци на корейската азбука хангъл.

## Предколониален период
Зали 18 и 19 представят антиколониалната и антифеодална борба на корейците до 19 век. Изложени са редица материали и експонати, свързани с инцидента Генерал Шърман през 1866.